# ووس
ووس (به لاتین: Voss) یک شهرداری و شهرستان در نروژ است که در هوردالاند واقع شده‌است.

## خصوصیات
ووس ۱٬۸۰۵٫۸۱ کیلومترمربع مساحت و ۱۴٬۱۶۸ نفر جمعیت دارد.